# Théodore Labouré
Théodore Labouré O.M.I., né le 19 mai 1883 à Montsûrs et mort le 28 février 1944 à Paris 16e,, est un ecclésiastique français qui fut supérieur général de la congrégation missionnaire des oblats de Marie-Immaculée de 1932 à 1943.

## Biographie
Théodore Labouré, dont un oncle était oblat missionnaire à Ceylan, fait son noviciat dans cette congrégation. Il poursuit ses études à Rome au scolasticat des oblats, suivant les cours de la Grégorienne. Après son ordination, il est envoyé enseigner le dogme aux États-Unis à San Antonio et assurer un travail pastoral en paroisse.
Il est élu provincial de la deuxième province des oblats de Marie-Immaculée des États-Unis.
Théodore Labouré est élu supérieur général de la congrégation au chapitre général de 1932. Sous sa direction, la congrégation connaît une forte croissance. Pie XI qualifie ses missionnaires de  « spécialistes des missions difficiles ». Elle s'étend au nord du Laos (le sud étant toujours affecté aux missions étrangères de Paris), aux Philippines, à Haïti, au Brésil, au Labrador, au nord du Cameroun, au Congo, au Yukon, en Colombie britannique.
Il est affecté par l'éclatement de la Seconde Guerre mondiale. Épuisé, il laisse les rênes de la congrégation à son vicaire-général, le Père Hilaire Balmes, en 1943 et quitte Rome pour la France. Il meurt à Paris, le 28 février 1944.
Le T.R.P. Léo Deschâtelets (Canadien) ne lui succède qu'en 1947.